# 宋四家
宋四家是中国北宋时期四位成就最高的书法家的合称，分別是苏轼、黄庭坚、米芾和蔡襄。这四个人大致可以代表宋代的书法风格，而且成就最高，故称“宋四家”。

## 排序爭議
明清以来，有一些人认为宋四家中的“蔡”原本应该是蔡京，但因蔡京為宋朝奸臣，為后人不齿，所以將蔡京逐出宋四家之列，並將蔡襄取代之，认为蔡襄的艺术成就在蔡京之上。而且，蔡襄（1012年）从出生年的角度看，在苏（1037年）、黄（1045年）、米（1051年）三人之前，但宋四家排序反而把蔡襄放在最后；況且蘇、黃、米三人排序與其出生年相符，而且蔡反而排行最後，的確有悖常理。
也有人認為是「蔡」應為蔡襄，將蔡排在最後是聲考量，且蔡襄書法造詣不見得遜於蔡京，而且蔡京出生於1047年，照此排序因為第三位才是，因此宋四家中「蔡」應為蔡襄。

## 代表作品

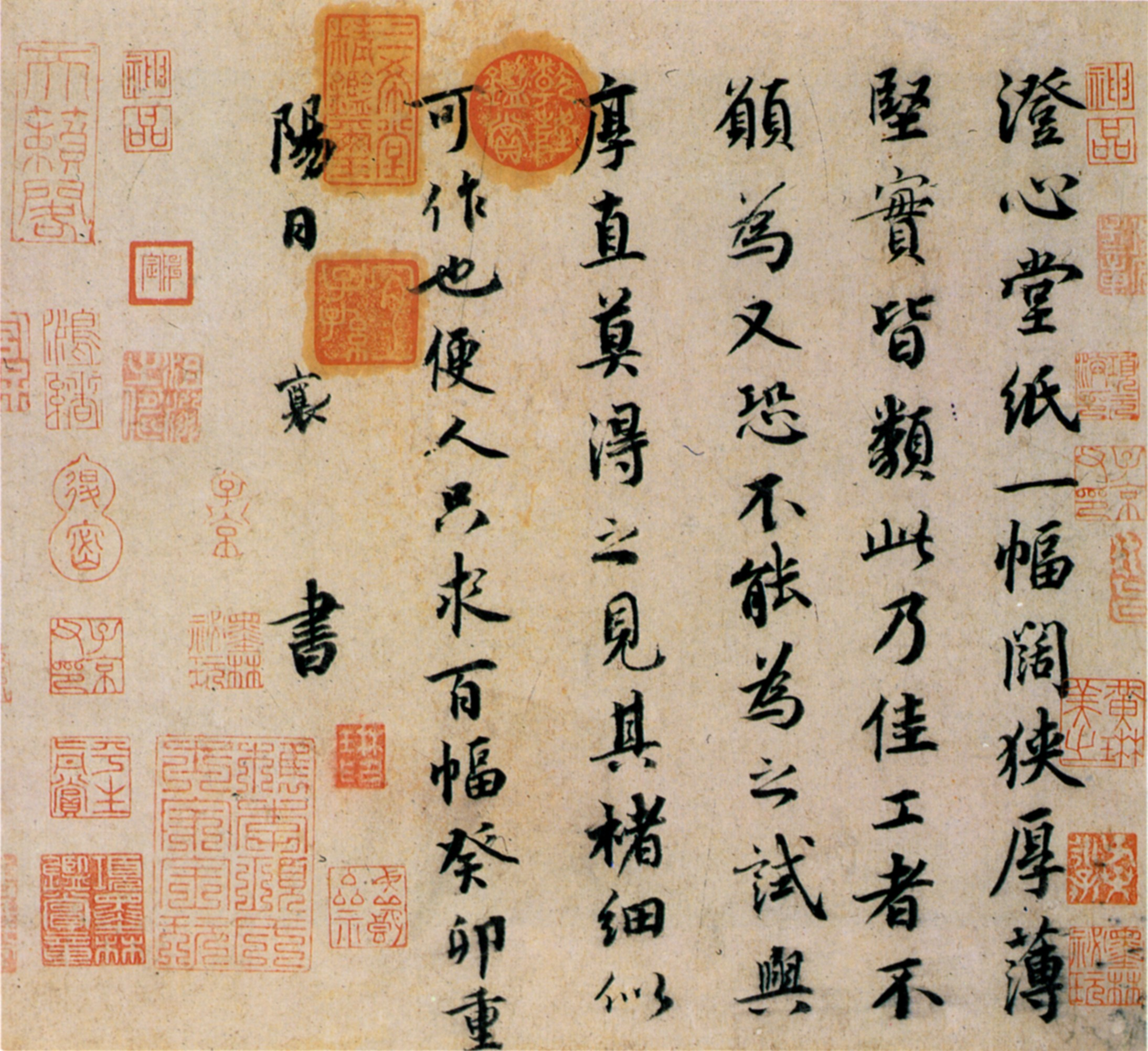
《澄心堂帖》（蔡襄書）紙本24.7 x 27.1公分，臺北・國立故宮博物院藏。

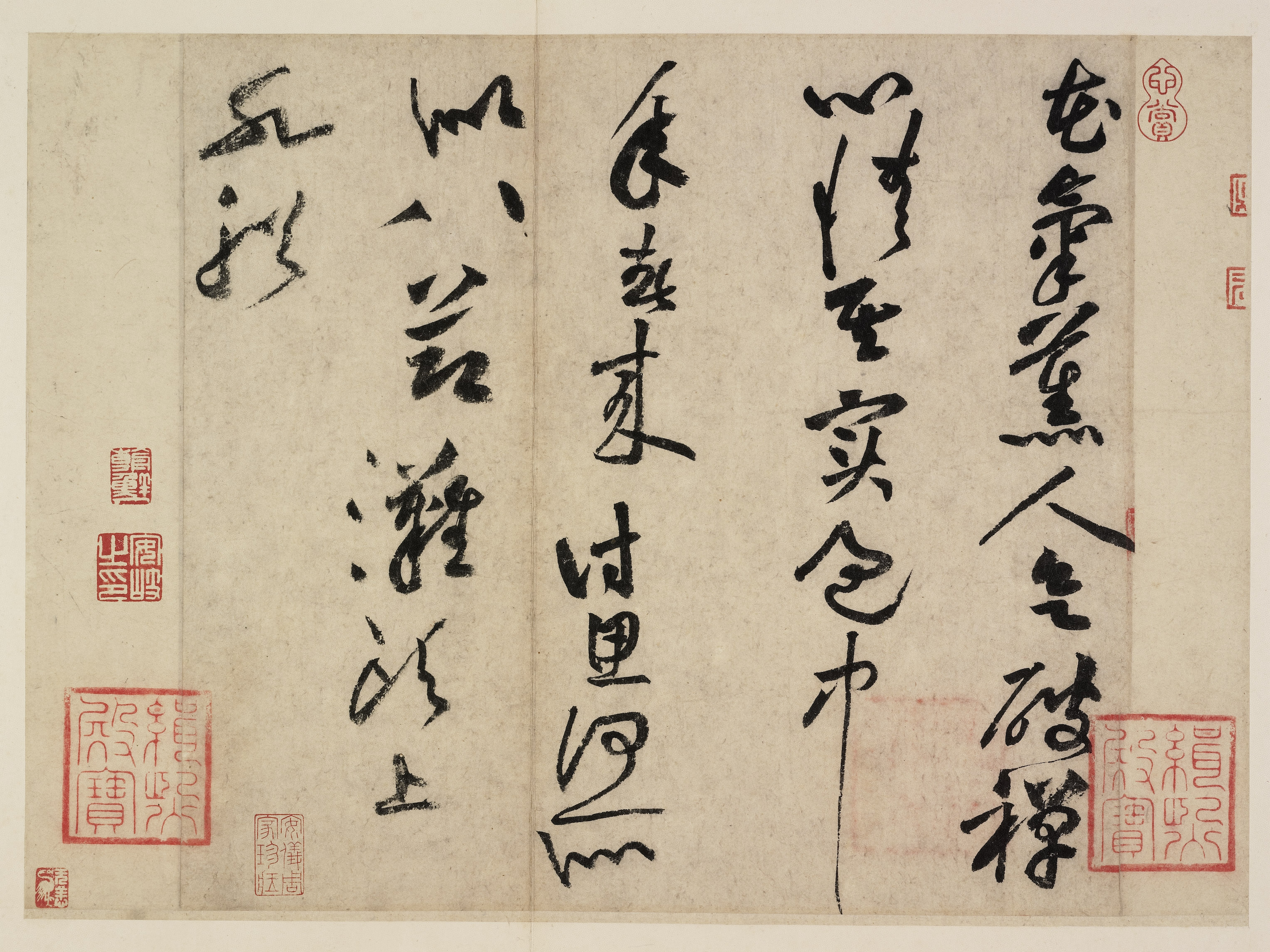
《花氣薰人帖》（黄庭堅書） 紙本30.7公分×43.2公分，臺北・國立故宮博物院藏。